# Der große Sommer
Der große Sommer ist ein Adoleszenzroman des deutschen Autors Ewald Arenz, der 2021 im DuMont Buchverlag erschienen ist.

## Inhalt
Der Roman spielt zu Beginn der achtziger Jahre in einer nicht näher benannten süddeutschen Stadt.
Der sechzehnjährige Frieder hat das neunte Schuljahr nicht bestanden und muss in den Fächern Mathematik und Latein in die Nachprüfung. Damit sichergestellt ist, dass er in den Sommerferien zuverlässig lernt, wird ihn seine Mutter gegen seinen Willen für sechs Wochen ins Haus ihrer Mutter und ihres Stiefvaters Walter schicken. Frieder schätzt zwar seine künstlerische Großmutter Nana sehr, hat aber Angst vor seinem Stiefgroßvater, dem ungewöhnlich strengen Medizinprofessor, den er früher sogar siezen musste.
In den letzten Schulwochen lernt er an einem regnerischen Tag im Schwimmbad Beate kennen, in die er sich sofort verliebt. Da er zwar ihren Namen, nicht aber ihre Adresse kennt, versucht er mit Hilfe seiner Schwester Alma und seines besten Freundes Johann ihren Wohnort herauszufinden. Das gelingt zwar, doch hat Frieder zunächst keine Gelegenheit, sie wiederzusehen.
Als die Sommerferien beginnen, fährt Frieders Familie bis auf Alma in den Urlaub. Während er bei seinem Großvater lernen muss, absolviert sie ein Praktikum in einem Altersheim. In der ersten Zeit gelingt es Frieder nur mit Hilfe seiner sehr warmherzigen und liebevollen Großmutter, mit dem überaus korrekten und hart erscheinenden Großvater auszukommen. Erst nach und nach beginnt er, ihn schätzen zu lernen; nicht zuletzt deshalb, weil ihm der Großvater Mathematik und Latein auf ungewöhnliche Weise nahebringt. Das verstärkt sich noch, als er die Tagebücher seiner Großmutter entdeckt und sie – ohne ihre Erlaubnis – zu lesen beginnt. Dadurch erfährt er zunehmend mehr über die Liebe zwischen seinen Großeltern, die kurz nach dem Krieg begann. Darin findet er seine eigene Verliebtheit in Beate gespiegelt.
Bei einem gemeinsamen nächtlichen Einbruch ins Schwimmbad werden Frieder, Alma, Johann und Beate vom Bademeister ertappt und vor die Wahl gestellt: Entweder macht Frieder einen Kopfsprung vom Siebeneinhalbmeterbrett oder alle vier werden angezeigt. Frieder geht trotz seiner Furcht auf den Handel ein und wird überraschend von Beate begleitet. Nach dem gelungenen Kopfsprung küssen sich die beiden das erste Mal und ihre Beziehung beginnt.
Kurz danach reist Johann mit seinen Eltern widerwillig nach Italien und Frieders Großmutter entdeckt, dass er ihre Tagebücher gelesen hat. Im Affekt ohrfeigt sie ihn, und ihre Beziehung ist zunächst deutlich gestört. Auch Alma kann Frieders Neugier nicht nachvollziehen und macht ihm klar, dass sie sein Verhalten für falsch hält. Erst als Johann sich telefonisch bei Frieder meldet und ihm mitteilt, dass sein Vater überraschend verstorben ist, gibt Nana ihre ablehnende Haltung gegenüber Frieder wieder auf.
Nachdem sein Vater beerdigt wurde, beginnt Johann sich immer weiter zu verändern. Seine Unbekümmertheit und Abenteuerlust scheinen immer stärker zu werden und ziehen die drei Freunde mit. So kommt es dazu, dass sie in einem verlassenen Steinbruch einen Bagger starten und ihn schließlich versehentlich schwer beschädigen. Alle vier fliehen. In dieser dramatischen Stimmung schlafen Frieder und Beate in der leeren Wohnung seiner Eltern das erste Mal miteinander.
Kurz danach kommt es jedoch zum Bruch zwischen ihnen, als der zunehmend nervöse und exaltierte Johann bei einem weiteren Einbruch in eine verlassene Brauerei behauptet, dass die Geschwister Alma und Frieder eine inzestuöse Beziehung miteinander hätten. Beate ist schockiert und trennt sich wütend von Frieder, der nicht verstehen kann, wieso sein bester Freund so etwas behauptet.
Einige Tage später bittet Johanns Mutter Frieder, ihm zu helfen; er verhalte sich immer seltsamer. Frieder findet seinen Freund stark verändert vor. Der entwickelt einen Verfolgungswahn, und schließlich wird sein Verhalten lebensgefährlich. Frieder und Alma wissen sich nicht anders zu helfen, als den Großvater um Hilfe zu bitten. In einer sehr turbulenten nächtlichen Szene erscheint der Großvater mit einem Notfallwagen; er erkennt bei Johann eine schizophrene Psychose und lässt ihn in die Klinik bringen. Dass Johann dazu physisch überwältigt werden muss, schockiert und belastet die Geschwister schwer, die sich vorkommen, als hätten sie Johann verraten.
In der Folgezeit vertieft sich Frieders Beziehung zum Großvater; vor allem, als er wegen der Beschädigung des Baggers angezeigt wird. Der Großvater übernimmt die Bezahlung des Schadens und zeigt Frieder einen gangbaren Weg zur Bewältigung auf.
Mit Hilfe seiner Großmutter kann Frieder auch die Beziehung zu Beate wieder aufnehmen. Sie und Alma begleiten ihn am Ende der Ferien auch zur Nachprüfung, die er schließlich besteht. Auf dem Friedhof, wo sich die vier während Johanns Psychose eine gemeinsame Grabstelle gekauft haben, sehen sie auch Johann wieder, der allmählich gesundet. Die Erzählung endet mit dem erwachsenen Frieder, der sich an ebendiesem Grab mit Beate trifft. Es bleibt offen, wie die beiden heute zueinander stehen.

## Form
Die Handlung entwickelt sich in klassischer chronologischer Erzählweise. Die Geschichte ist jedoch eingebettet in eine sehr kurz gehaltene Rahmenhandlung, die sich ausschließlich auf dem Friedhof abspielt, wo der erwachsene Frieder das Grab sucht und seinen Gedanken nachhängt. Im Text sind diese kurzen Abschnitte kursiv gesetzt. Hier ist auch die Sprache komplexer. In der Haupterzählung wirken Satzbau und Vokabular etwas einfacher und spiegeln so die sich noch entwickelnde Gedanken- und Gefühlswelt des Protagonisten. Jugendsprachliche Elemente sind jedoch sehr sparsam verwendet.

## Themen
Der große Sommer ist ein typischer Entwicklungs- oder Coming-of-age-Roman. Er behandelt den Übergang von der Jugend ins erwachsene Leben. Dabei spielt die Übernahme von Verantwortung eine große Rolle, aber auch – am Beispiel der Großeltern – die Erkenntnis, dass Liebe wesentlich vielschichtiger sein kann als das große Gefühl der Verliebtheit. Dennoch ist natürlich die erste Liebe ein Thema dieses Romans; ebenso wie Freundschaft, die sich vor allem in schwierigen Zeiten beweist.

## Rezeption
Das Buch belegte bereits als Hardcover einen Platz auf der SPIEGEL-Bestsellerliste. Als Taschenbuch war der Roman Jahresbestseller 2022 der SPIEGEL-Bestsellerliste. Im Jahr 2021 wurde er zum Lieblingsbuch der unabhängigen Buchhändler gekürt.
Die Hörbuchfassung war 2022 auf der Longlist des Deutschen Hörbuchpreises 2022 (Kategorie: Beste Unterhaltung).
Der große Sommer wird von Marcus H. Rosenmüller verfilmt.

## Ausgaben
- Hardcover: Der große Sommer. DuMont Buchverlag, Köln 2021, ISBN 978-3-8321-8153-6.
- Taschenbuch: Der große Sommer. DuMont Buchverlag, Köln 2022, ISBN 978-3-8321-6643-4.

## Übersetzungen
- De grote zomer, Nieuw Amsterdam, 2022 (Niederländische Ausgabe)
- Suur suvi, Kirjastus Varrak, 2023 (Estnische Ausgabe)
- Veľké leto, Host, 2023 (Tschechische Ausgabe)
- One Grand Summer, Orenda Books, 2024 (Englische Ausgabe), ISBN 978-1-916788-18-3
- Un'estate grandiosa, Keller editore, 2024 (Italienische Ausgabe), ISBN 979-12-5952-121-7
- L'été où tout a commencé, Albin Michel, 2024 (Französische Ausgabe), ISBN 978-2-226-48129-0
- 最好的夏天, 悅知文化, 2024 (Taiwanesische Ausgabe), ISBN 978-626-7537-06-0